# Ošrat
Ošrat nebo Ašrat (hebrejsky אָשְׁרַת, v oficiálním přepisu do angličtiny Asherat, přepisováno též Oshrat) je vesnice typu společná osada (jišuv kehilati) v Izraeli, v Severním distriktu, v Oblastní radě Mate Ašer.

## Geografie
Leží v nadmořské výšce 58 metrů na pomezí intenzivně využívané a hustě osídlené Izraelské pobřežní planiny a západních okrajů svahů Horní Galileji, cca 7 kilometrů od břehů Středozemního moře a 12 kilometrů od libanonských hranic. Jižně od vesnice začíná v mělkém údolí vádí Nachal Zoch. Na jeho protější straně stojí pahorek Tel Emek.
Obec se nachází 6 kilometrů jihovýchodně od města Naharija, cca 105 kilometrů severoseverovýchodně od centra Tel Avivu a cca 22 kilometrů severovýchodně od centra Haify. Ošrat obývají Židé, přičemž osídlení v tomto regionu je smíšené. V pobřežní nížině převládají židovská sídla. Na východní a jihovýchodní straně od vesnice začínají oblasti, které obývají izraelští Arabové, například město Abu Sinan jen cca 2 kilometry od Ošrat.
Ošrat je na dopravní síť napojen pomocí severojižní tepny dálnice číslo 70.

## Dějiny
Ošrat byl založen v roce 1983. Zakladateli byli obyvatelé sousedního mošavu Amka, kteří se chtěli usídlit poblíž svého rodiště ale již v nezemědělské rezidenční komunitě. Jméno je odvozeno od biblického kmene Ašer, který sídlil v tomto regionu.
Ve vesnici funguje zdravotní středisko, sportovní areály a synagoga. V Ošrat jsou zařízení předškolní péče. Základní škola je ve vesnici Regba, děti z nábožensky orientovaných rodin dojíždějí do školy ve městě Naharija. Většina obyvatel z Ošrat dojíždí za prací mimo obec.

## Demografie
Obyvatelstvo Ošrat je smíšené, tedy sekulární i nábožensky orientované. Podle údajů z roku 2014 tvořili naprostou většinu obyvatel v Ošrat Židé (včetně statistické kategorie "ostatní", která zahrnuje nearabské obyvatele židovského původu ale bez formální příslušnosti k židovskému náboženství).
Jde o menší sídlo vesnického typu s dlouhodobě stagnující populací. K 31. prosinci 2014 zde žilo 471 lidí. Během roku 2014 populace stoupla o 18,3 %.
| Rok            | 1995 | 2001 | 2003 | 2004 | 2005 | 2006 | 2007 | 2008 | 2009 | 2010 | 2011 | 2012 | 2013 | 2014 |
| -------------- | ---- | ---- | ---- | ---- | ---- | ---- | ---- | ---- | ---- | ---- | ---- | ---- | ---- | ---- |
| Počet obyvatel | 588  | 565  | 561  | 567  | 568  | 568  | 566  | 559  | 642  | 608  | 652  | 422  | 398  | 471  |